# Eleanor Audley
Eleanor Audley, född 19 november, 1905, död 25 november 1991, var en amerikansk skådespelare.
Audley var bland annat känd för att ha gjort rösten åt elaka styvmodern i Walt Disneys Askungen och den onda fén i Törnrosa. Hon avled på grund av andningssvikt.

## Filmografi (i urval)
- 1950 – Tre kvinnors hemlighet (direktör för kvinnofängelse, okrediterad)
- 1950 – Askungen (röst till Styvmodern)
- 1958 – Hemma före mörkret (Mrs. Hathaway)
- 1959 – Törnrosa (röst till Den onda fen)
- 1961 – Hårda bud i Arizona (Mrs. Trask)[5][6]